# Mã quốc gia: H-I
- A
- B
- C
- D–E
- F
- G
- H–I
- J–K
- L
- M
- N
- O–Q
- R
- S
- T
- U–Z

## Haiti
| ISO 3166-1 numeric 332        | ISO 3166-1 alpha-3 HTI | ISO 3166-1 alpha-2 HT              | Tiền tố mã sân bay ICAO MT            |
| Mã E.164 +509                 | Mã quốc gia IOC HAI    | Tên miền quốc gia cấp cao nhất .ht | Tiền tố đăng ký sân bay ICAO HH-      |
| Mã quốc gia di động E.212 372 | Mã ba ký tự NATO HTI   | Mã hai ký tự NATO (lỗi thời) HA    | Mã MARC LOC HT                        |
| ID hàng hải ITU 336           | Mã ký tự ITU HTI       | Mã quốc gia FIPS HA                | Mã biển giấy phép RH                  |
| Tiền tố GTIN GS1 —            | Mã quốc gia UNDP HAI   | Mã quốc gia WMO HA                 | Tiền tố callsign ITU 4VA-4VZ, HHA-HHZ |

## Đảo Heard và quần đảo McDonald
| ISO 3166-1 numeric 334        | ISO 3166-1 alpha-3 HMD | ISO 3166-1 alpha-2 HM              | Tiền tố mã sân bay ICAO —        |
| Mã E.164 +672                 | Mã quốc gia IOC —      | Tên miền quốc gia cấp cao nhất .hm | Tiền tố đăng ký sân bay ICAO VH- |
| Mã quốc gia di động E.212 505 | Mã ba ký tự NATO HMD   | Mã hai ký tự NATO (lỗi thời) HM    | Mã MARC LOC HM                   |
| ID hàng hải ITU —             | Mã ký tự ITU HMD       | Mã quốc gia FIPS HM                | Mã biển giấy phép —              |
| Tiền tố GTIN GS1 —            | Mã quốc gia UNDP —     | Mã quốc gia WMO —                  | Tiền tố callsign ITU —           |

## Honduras
| ISO 3166-1 numeric 340        | ISO 3166-1 alpha-3 HND | ISO 3166-1 alpha-2 HN              | Tiền tố mã sân bay ICAO MH              |
| Mã E.164 +504                 | Mã quốc gia IOC HON    | Tên miền quốc gia cấp cao nhất .hn | Tiền tố đăng ký sân bay ICAO HR-        |
| Mã quốc gia di động E.212 708 | Mã ba ký tự NATO HND   | Mã hai ký tự NATO (lỗi thời) HO    | Mã MARC LOC HO                          |
| ID hàng hải ITU 334           | Mã ký tự ITU HND       | Mã quốc gia FIPS HO                | Mã biển giấy phép HN (không chính thức) |
| Tiền tố GTIN GS1 742          | Mã quốc gia UNDP HON   | Mã quốc gia WMO HO                 | Tiền tố callsign ITU HQA-HRZ            |

## Hồng Kông
| ISO 3166-1 numeric 344        | ISO 3166-1 alpha-3 HKG | ISO 3166-1 alpha-2 HK              | Tiền tố mã sân bay ICAO VH                 |
| Mã E.164 +852                 | Mã quốc gia IOC HKG    | Tên miền quốc gia cấp cao nhất .hk | Tiền tố đăng ký sân bay ICAO B-H/B-K/B-L   |
| Mã quốc gia di động E.212 454 | Mã ba ký tự NATO HKG   | Mã hai ký tự NATO (lỗi thời) HK    | Mã MARC LOC HK                             |
| ID hàng hải ITU 477           | Mã ký tự ITU HKG       | Mã quốc gia FIPS HK                | Mã biển giấy phép HK (chính thức lỗi thời) |
| Tiền tố GTIN GS1 489          | Mã quốc gia UNDP HOK   | Mã quốc gia WMO HK                 | Tiền tố callsign ITU VRA-VRZ               |

## Hungary
| ISO 3166-1 numeric 348        | ISO 3166-1 alpha-3 HUN | ISO 3166-1 alpha-2 HU              | Tiền tố mã sân bay ICAO LH       |
| Mã E.164 +36                  | Mã quốc gia IOC HUN    | Tên miền quốc gia cấp cao nhất .hu | Tiền tố đăng ký sân bay ICAO HA- |
| Mã quốc gia di động E.212 216 | Mã ba ký tự NATO HUN   | Mã hai ký tự NATO (lỗi thời) HU    | Mã MARC LOC HU                   |
| ID hàng hải ITU 243           | Mã ký tự ITU HNG       | Mã quốc gia FIPS HU                | Mã biển giấy phép H              |
| Tiền tố GTIN GS1 599          | Mã quốc gia UNDP HUN   | Mã quốc gia WMO HU                 | Tiền tố callsign ITU HAA-HGZ     |

## Iceland
| ISO 3166-1 numeric 352        | ISO 3166-1 alpha-3 ISL | ISO 3166-1 alpha-2 IS              | Tiền tố mã sân bay ICAO BI       |
| Mã E.164 +354                 | Mã quốc gia IOC ISL    | Tên miền quốc gia cấp cao nhất .is | Tiền tố đăng ký sân bay ICAO TF- |
| Mã quốc gia di động E.212 274 | Mã ba ký tự NATO ISL   | Mã hai ký tự NATO (lỗi thời) IC    | Mã MARC LOC IC                   |
| ID hàng hải ITU 251           | Mã ký tự ITU ISL       | Mã quốc gia FIPS IC                | Mã biển giấy phép IS             |
| Tiền tố GTIN GS1 569          | Mã quốc gia UNDP ICE   | Mã quốc gia WMO IL                 | Tiền tố callsign ITU TFA-TFZ     |

## Ấn Độ
| ISO 3166-1 numeric 356        | ISO 3166-1 alpha-3 IND | ISO 3166-1 alpha-2 IN              | Tiền tố mã sân bay ICAO VA, VE, VI, VO       |
| Mã E.164 +91                  | Mã quốc gia IOC IND    | Tên miền quốc gia cấp cao nhất .in | Tiền tố đăng ký sân bay ICAO VT-             |
| Mã quốc gia di động E.212 404 | Mã ba ký tự NATO IND   | Mã hai ký tự NATO (lỗi thời) IN    | Mã MARC LOC II                               |
| ID hàng hải ITU 419           | Mã ký tự ITU IND       | Mã quốc gia FIPS IN                | Mã biển giấy phép IND                        |
| Tiền tố GTIN GS1 890          | Mã quốc gia UNDP IND   | Mã quốc gia WMO IN                 | Tiền tố callsign ITU 8TA-8YZ,ATA-AWZ,VTA-VWZ |

## Indonesia
| ISO 3166-1 numeric 360        | ISO 3166-1 alpha-3 IDN | ISO 3166-1 alpha-2 ID              | Tiền tố mã sân bay ICAO WA, WI                                   |
| Mã E.164 +62                  | Mã quốc gia IOC INA    | Tên miền quốc gia cấp cao nhất .id | Tiền tố đăng ký sân bay ICAO PK-                                 |
| Mã quốc gia di động E.212 510 | Mã ba ký tự NATO IDN   | Mã hai ký tự NATO (lỗi thời) ID    | Mã MARC LOC IO                                                   |
| ID hàng hải ITU 525           | Mã ký tự ITU INS       | Mã quốc gia FIPS ID                | Mã biển giấy phép RI                                             |
| Tiền tố GTIN GS1 899          | Mã quốc gia UNDP INS   | Mã quốc gia WMO ID                 | Tiền tố callsign ITU 7AA-7IZ, 8AA-8IZ, JZA-JZZ, PKA-POZ, YBA-YHZ |

## Iran
| ISO 3166-1 numeric 364        | ISO 3166-1 alpha-3 IRN | ISO 3166-1 alpha-2 IR              | Tiền tố mã sân bay ICAO OI            |
| Mã E.164 +98                  | Mã quốc gia IOC IRI    | Tên miền quốc gia cấp cao nhất .ir | Tiền tố đăng ký sân bay ICAO EP-      |
| Mã quốc gia di động E.212 432 | Mã ba ký tự NATO IRN   | Mã hai ký tự NATO (lỗi thời) IR    | Mã MARC LOC IR                        |
| ID hàng hải ITU 422           | Mã ký tự ITU IRN       | Mã quốc gia FIPS IR                | Mã biển giấy phép IR                  |
| Tiền tố GTIN GS1 626          | Mã quốc gia UNDP IRA   | Mã quốc gia WMO IR                 | Tiền tố callsign ITU 9BA-9DZ, EPA-EQZ |

## Iraq
| ISO 3166-1 numeric 368        | ISO 3166-1 alpha-3 IRQ | ISO 3166-1 alpha-2 IQ              | Tiền tố mã sân bay ICAO OR            |
| Mã E.164 +964                 | Mã quốc gia IOC IRQ    | Tên miền quốc gia cấp cao nhất .iq | Tiền tố đăng ký sân bay ICAO YI-      |
| Mã quốc gia di động E.212 418 | Mã ba ký tự NATO IRQ   | Mã hai ký tự NATO (lỗi thời) IZ    | Mã MARC LOC IQ                        |
| ID hàng hải ITU 425           | Mã ký tự ITU IRQ       | Mã quốc gia FIPS IZ                | Mã biển giấy phép IRQ                 |
| Tiền tố GTIN GS1 —            | Mã quốc gia UNDP IRQ   | Mã quốc gia WMO IQ                 | Tiền tố callsign ITU HNA-HNZ, YIA-YIZ |

## Ireland
| ISO 3166-1 numeric 372        | ISO 3166-1 alpha-3 IRL | ISO 3166-1 alpha-2 IE              | Tiền tố mã sân bay ICAO EI       |
| Mã E.164 +353                 | Mã quốc gia IOC IRL    | Tên miền quốc gia cấp cao nhất .ie | Tiền tố đăng ký sân bay ICAO EI- |
| Mã quốc gia di động E.212 272 | Mã ba ký tự NATO IRL   | Mã hai ký tự NATO (lỗi thời) EI    | Mã MARC LOC IE                   |
| ID hàng hải ITU 250           | Mã ký tự ITU IRL       | Mã quốc gia FIPS EI                | Mã biển giấy phép IRL            |
| Tiền tố GTIN GS1 539          | Mã quốc gia UNDP IRE   | Mã quốc gia WMO IE                 | Tiền tố callsign ITU EIA-EJZ     |

## Israel
| ISO 3166-1 numeric 376        | ISO 3166-1 alpha-3 ISR | ISO 3166-1 alpha-2 IL              | Tiền tố mã sân bay ICAO LL            |
| Mã E.164 +972                 | Mã quốc gia IOC ISR    | Tên miền quốc gia cấp cao nhất .il | Tiền tố đăng ký sân bay ICAO 4X-      |
| Mã quốc gia di động E.212 425 | Mã ba ký tự NATO ISR   | Mã hai ký tự NATO (lỗi thời) IS    | Mã MARC LOC IS                        |
| ID hàng hải ITU 428           | Mã ký tự ITU ISR       | Mã quốc gia FIPS IS                | Mã biển giấy phép IL                  |
| Tiền tố GTIN GS1 729          | Mã quốc gia UNDP ISR   | Mã quốc gia WMO IS                 | Tiền tố callsign ITU 4XA-4XZ, 4ZA,4ZZ |

## Ý
| ISO 3166-1 numeric 380        | ISO 3166-1 alpha-3 ITA | ISO 3166-1 alpha-2 IT              | Tiền tố mã sân bay ICAO LI      |
| Mã E.164 +39                  | Mã quốc gia IOC ITA    | Tên miền quốc gia cấp cao nhất .it | Tiền tố đăng ký sân bay ICAO I- |
| Mã quốc gia di động E.212 222 | Mã ba ký tự NATO ITA   | Mã hai ký tự NATO (lỗi thời) IT    | Mã MARC LOC IT                  |
| ID hàng hải ITU 247           | Mã ký tự ITU I         | Mã quốc gia FIPS IT                | Mã biển giấy phép I             |
| Tiền tố GTIN GS1 800-839      | Mã quốc gia UNDP ITA   | Mã quốc gia WMO IY                 | Tiền tố callsign ITU IAA-IZZ    |

## Bờ Biển Ngà
| ISO 3166-1 numeric 384        | ISO 3166-1 alpha-3 CIV | ISO 3166-1 alpha-2 CI              | Tiền tố mã sân bay ICAO DI       |
| Mã E.164 +225                 | Mã quốc gia IOC CIV    | Tên miền quốc gia cấp cao nhất .ci | Tiền tố đăng ký sân bay ICAO TU- |
| Mã quốc gia di động E.212 612 | Mã ba ký tự NATO CIV   | Mã hai ký tự NATO (lỗi thời) IV    | Mã MARC LOC IV                   |
| ID hàng hải ITU 619           | Mã ký tự ITU CTI       | Mã quốc gia FIPS IV                | Mã biển giấy phép CI             |
| Tiền tố GTIN GS1 —            | Mã quốc gia UNDP IVC   | Mã quốc gia WMO IV                 | Tiền tố callsign ITU TUA-TUZ     |